# Ramulus ecarinatus
Ramulus ecarinatus is een insect uit de orde Phasmatodea en de familie Phasmatidae. De wetenschappelijke naam van deze soort is voor het eerst geldig gepubliceerd in 1991 door Bi & Lian.